# HMS Defiant
HMS Defiant ist der Name eines fiktiven Schiffs der Royal Navy, das in mehreren fiktionalen Werken aufgegriffen wird. Tatsächlich gab es in der Royal Navy nie ein Schiff dieses Namens, dafür mehrere mit dem Namen HMS Defiance. Allerdings ist der Name HMS Defiant auch außerhalb von fiktionalen Werken teilweise weit verbreitet, und kommt sogar in einigen offiziellen Veröffentlichungen als ein angebliches reales Schiff vor.
- Der Spielfilm Rebellion (engl. Titel H.M.S. Defiant oder Damn the Defiant! (USA)) von John Knatchbull aus dem Jahr 1962 handelt von einer Meuterei auf einem Schiff der Royal Navy namens HMS Defiant.[1] Er ist nachweislich der Ursprung vieler der weiteren Nutzungen dieses Namens.
- In einem Sketch (Titel: Lifeboat / Old Lady Snoopers) aus der 3. Staffel von Monty Python’s Flying Circus wird die HMS Defiant von einem Offizier erwähnt, der an Bord eines Seenotrettungsbootes der Royal National Lifeboat Institution klettert. Wahrscheinlich handelt es sich bei dieser Defiant um ein U-Boot, da der erwähnte Offizier in diesem Sketch hinterher wieder über Bord springt.
- In der Science-Fiction-Serie Raumschiff Enterprise gibt es ein Raumschiff namens USS Defiant,[2] später kommt in der Nachfolgeserie Star Trek: Deep Space Nine ein weiteres Schiff dieses Namens, die USS Defiant (NX-74205) vor[3]. Beide führen ihren Namen direkt auf ein angeblich auf der Erde existentes Schiff HMS Defiant zurück, auf welches wiederum in der späteren Nachfolgeserie Star Trek: Enterprise angespielt wird.
- Auch in David Webers Science-Fiction-Romanserie um Honor Harrington gibt es in der Royal Manticoran Navy mehrere Schiffe mit dem Namen HMS Defiant.[4]